# Geneva Carr
Geneva Carr (Jackson (Mississippi), 6 mei 1971) is een Amerikaanse actrice.

## Filmografie

### Films
Uitgezonderd korte films.
- 2025 Mooch - als Sheila
- 2023 Asian Persuasion - als Helene Dubois
- 2019 All the Little Things We Kill - als Ann Archer
- 2017 Wonder Wheel - als vriendin van Ginny
- 2017 Blame - als mrs. Howell
- 2016 The Harrow - als Adele
- 2016 Doll in the Dark - als mrs. Wiley
- 2016 I Shudder - als Susan Marie Henglebert
- 2015 Completely Normal - als Mary
- 2015 Creative Control - als cliënte
- 2015 Ava's Possessions - als Darlene
- 2013 Darkroom – als moeder
- 2012 Alter Egos – als nieuwslezeres
- 2011 The Melancholy Fantastic – als mevr. Wiley
- 2010 Love and Other Drugs – als viagra zuster
- 2009 It's Complicated – als vrouw in vruchtbaarheidskliniek
- 2009 Company Retreat – als Chessy
- 2009 Rosencrantz and Guildenstern Are Undead – als Charlotte Lawrence
- 2008 College Road Trip – als mevr. O'Malley
- 2007 Then She Found Me – als jonge vrouw
- 2007 Two Families – als ??
- 2005 One Last Thing... – als ziekenhuismedewerkster
- 2005 Charlie's Party – als Mitsy Ann
- 2004 Neurotica – als Stacey
- 2001 The 3 Little Wolfs – als Shannen Wolf
- 1998 Restaurant – als gaste op bruiloft

### Televisieseries
Uitgezonderd eenmalige gastrollen.
- 2024 - 2025 Star Wars: Skeleton Crew - als Nooma - 5 afl.
- 2016 - 2022 Bull - als Marissa Morgan - 125 afl.
- 2011 Rescue Me – als Pamela Keppler – 4 afl.
- 2011 The Onion News Network – als Diane Conner – 6 afl.
- 2005 – 2009 Law & Order: Criminal Intent – als Faith Yancy – 6 afl.
- 2007 What Goes On – als Naomi Knowles - ? afl.
- 2005 Hope & Faith – als Kathy – 2 afl.

### Computerspellen
- 2011 Saints Row: The Third – als radiostem
- 2006 Bully – als moeder

- Library of Congress Control Number: no2012085662
- Virtual International Authority File: 251039718
- WorldCat: E39PBJcr9mtWFfGJvyx7GmqJDq